# Novodružesk
Novodružesk (ukrajinsky Новодружеськ, rusky Новодружеск) je město v Luhanské oblasti na Ukrajině. K roku 2014 měl přes sedm tisíc obyvatel.

## Poloha
Novodružesk leží na pravém, jihozápadním břehu Severního Doňce v přímém sousedství jihovýchodně ležícího Lysyčansku. Od Luhanska, správního střediska oblasti, je vzdálen přibližně sto deset kilometrů severozápadně.

## Dějiny
Novodružesk byl založen jako hornická osada v roce 1935 v souvislosti s výstavbou dolu Novodružeskaja (Новодружеська), který byl uveden do provozu v roce 1939. Většina uhlí byla dopravována visutou lanovou dráhou do chemičky v Rubižném.
Za druhé světové války opustila Rudá armáda Novodružesk 10. července 1942 a byl pak v držení německé armády až do 6. února 1943, kdy jej Rudá armáda dobyla zpět.
Od roku 1963 je Novodružesk městem.